# 羅斯托克城市快鐵
羅斯托克城市快鐵（德語：S-Bahn Rostock）是德國梅克伦堡-前波美拉尼亚羅斯托克的S-Bahn系統。羅斯托克城市快鐵現在共有三條路線，全長90公里。羅斯托克城市快鐵連接羅斯托克市區和港區。羅斯托克城市快鐵在1970年代開始通車，之後進行了延長並更新車輛。